# Maków Podhalański
Maków Podhalański este un oraș în județul Sucha, Voievodatul Polonia Mică, cu o populație de 5.892 locuitori (2011) în sudul Poloniei.